# Финстераархорн
Финстераархорн (на немски: Finsteraarhorn) е най-високият връх на Бернските Алпи и девети по ред в цялата планина Алпи. Намира се в Швейцария, на границата между кантоните Берн и Вале.

## Описание
Представлява изолиран планински масив, известен с голямата си относителна височина, тоест от подножието до върха. Изграден е от кристализирали гранитни и гнайсни скали, съставляващи големият Аарски масив – наречен така, защото дава началото на река Аар. Описван е като „стръмна, магическа пирамида, която сякаш изплува от море от ледници“. Въпреки това той не е така известен като близките, но по-красиви и достъпни върхове Юнгфрау, Мьонх и Айгер. Заобиколен е от ледници – на юг се спуска Фишер, вторият най-дълъг ледник в района и в целите Алпи. От север са Аар и Гринделвалд. Най-близките върхове са Шрекхорн (4080 м) и Лаутераархорн (4042 м).

## Име
Названието на върха съдържа в себе си името на река Аар, както и думите „финстер“ – тъмен, и „хорн“ – връх. Това е така, защото в горното си течение река Аар се нарича Финстераар. Следователно името трябва да се разбира като „върхът над тъмния Аар“.

## История на изкачванията
Първи опит за покоряване е направен през 1812 г. от Рудолф Майер от град Аарау – същият, който предишната година покорява Юнгфрау. Той тръгва от южната страна, където господстват ледовете и пътят не предлага големи технически трудности. И все пак опитът му е неуспешен тъй като не му достигат сили. Трима от местните водачи – Арнолд Абюл, Йозеф Бортес и Алоис Фолкер продължават и стигат до върха. Втората атака през 1828, предприета от Франц Хюги, е изцяло неуспешна – той и седмината му водачи спират на 200 м под върха. Хюги опитва отново през 1829 г., но пак не успява. Въпреки това, по подобие на Майер по-рано, някои от спътниците му стигат до върха и забиват там знаме.
Едва през 1904 г. е осъществено първото изкачване на Финстераархорн по трудната северна стена. С това се поставя началото на борбата за покоряване на прочутите северни алпийски стени, въпреки че неговата не влиза в най-трудната група.
През 2001 г. върхът става част от защитената територия Юнгфрау-Алеч, включена в обектите на световното културно и природно наследство на ЮНЕСКО.